# Île d'Amour (Dinant)
Pour les articles homonymes, voir Île d'Amour.
L'île d'Amour est une île belge située sur la Meuse à proximité de Dinant, sous le viaduc Charlemagne. De taille modeste, elle est cependant classée.